# Vrancke van der Stockt
Vrancke of Francke van der Stockt (Brussel, voor 1420 – aldaar, 1495) was een kunstschilder die behoorde tot de zogenaamde Kleine Meesters onder de Vlaamse Primitieven.

## Leven
Vrancke was de zoon van Jan van der Stockt, die hem in 1444 zijn atelier overliet. Rond deze tijd werd hij ook meester van het Sint-Lucasgilde. In 1453 trad hij op als getuige voor Rogier van der Weyden, wat aantoont dat ze in contact stonden. Aangenomen wordt dat Vrancke een medewerker is geweest in het atelier van Rogier van der Weyden.
Bij het overlijden van Rogier in 1464 volgde hij hem op als officiële schilder van de stad Brussel, hoewel aanvankelijk werd besloten geen andere officiële schilder aan te stellen. In 1465, 1472 en 1475 was hij raadslid in het Brusselse stadsbestuur en tussen 1471 en 1473 kwam hij ook aan het hoofd van de broederschap van Sint-Elooi. In 1476 vertegenwoordigde hij het schildersgilde in een conflict met het stoffeerdersgilde over de bevoegdheden van elk gilde.
Uit archieven blijkt dat het Vrancke financieel voor de wind ging: hij verwierf talrijke gronden, huizen en renten. Van hem en zijn vrouw Catherine de Moeyen is een testament uit 1489 bewaard waarin ze te kennen gaven dat ze wilden begraven worden in de Sint-Lucaskapel van Sint-Goedele. Zijn zonen Bernaert (ca. 1469 - 1538) en Michiel (ca. 1469 - ?) erfden de studio en waren dus allebei ook schilders. Hij kreeg in totaal vijf kinderen.

## Werk
In 1468 vond te Brugge het huwelijk plaats van Karel de Stoute met Margaretha van York. Vrancke werd gevraagd de feesten luister bij te zetten en kreeg daarvoor een vorstelijk salaris.
Georges Hulin de Loo identificeerde hem als de Meester van de Verlossing van het Prado. Lange tijd was men ertoe geneigd dit te aanvaarden, maar naar aanleiding van een overzichtstentoonstelling uit 2013 wordt dit opnieuw betwist.
Ondanks de uitgebreide biografische gegevens, geeft geen enkel archiefdocument een duidelijke beschrijving van een opdracht of een schilderij van zijn hand. Omgekeerd blijkt uit geen enkel schilderij een ondubbelzinnig verband met Vrancke van der Stockt. Nochtans was hij een vooraanstaand schilder en moet hij een uitgebreid oeuvre hebben gemaakt. Naast schilderijen omvatte dit ook kartons voor wandtapijten en houtgravures.

## Verder lezen
- Griet Steyaert (2013), "Francke van der Stockt" in: De erfenis van Rogier van der Weyden
- F. Koreny (2003), "Early Netherlandish Drawings. Drawings by Vrancke van der Stockt", in: Master Drawings, nr. 41, blz. 266-292

## Voetnoten
1. ↑  J.  Dijkstra (1994), "De schilders en hun oeuvre. De kleine meesters van het einde van de 15e eeuw. Brussel: Vrancke van der Stockt", in: R. Van Schoute & B. De Patoul (red.), De Vlaamse Primitieven (Leuven: Davidsfonds), blz. 524-531
2. 1 2  Roger van Schoute, María del Carmen Garrido Pérez (2010): Le Retable du Jugement dernier de l'Ayuntamiento de Valencia et l'oeuvre de Vrancke van der Stockt. Considérations en vue d'un état de la question, ISBN 9788481813890, pp. 100-104
3. ↑  Museo del Prado: https://web.archive.org/web/20220126190510/https://www.museodelprado.es/aprende/enciclopedia/voz/stockt-vrancke-van-der/47536a8c-b292-4607-a336-15e912410323
4. ↑  G. Hulin de Loo (1929), "Vrancke van der Stockt", in: Bibliographie nationale de Belgique, deel 24, blz. 66-76
5. ↑  Meester van het geborduurde loof en andere schilders 'te Bruesele', Brussel Deze Week, 19 oktober 2013 (geraadpleegd op 29 april 2014)

- Biografisch Portaal: 86947150
- Gemeinsame Normdatei: 122962478
- International Standard Name Identifier: 0000 0000 8218 427X
- Library of Congress Control Number: nr2002021756
- RKD-Nederlands Instituut voor Kunstgeschiedenis: 75340
- Istituto Centrale per il Catalogo Unico: PALV076131
- SNAC: w6fv26s1
- Union List of Artist Names: 500121807
- Virtual International Authority File: 34392949
- WorldCat: E39PBJxGTBcDKJtDhyXCpMT8md